# 爱德华·勒维
爱德华·勒维（法語：Édouard Levé，1965年1月1日—2007年10月15日）是一位法国作家、艺术家、攝影師和追求时髦者（bon vivant）。

## 生平
尽管勒维在顶级的高等经济商业学院学习商业，却成为了自学成才的艺术家。他从1991年开始进行做抽象绘画，后来放弃了此领域，并自称烧毁了大多数画作。勒维在1995年去印度旅行了两个月，此行对他意义重大，他从此开始进行彩色摄影。
2002年，勒维到美国旅行。期间写了Autoportrait，拍摄了摄影集Amérique。
他的最后一本书是《自杀》，将此书交给编辑的10天后，他结束了自己42岁的生命。

## 作品列表
摄影集
- 1999: Homonymes （与名人重名者的画像）
- 1999: Rêves Reconstitués
- 2000-2002: Angoisse, Philéas Fogg （在昂瓜斯（法语中有“愤怒”的意思）拍摄的照片）
- 2001-2002: Actualités
- 2002: Pornographie （穿着衣服的模特被摆放为色情姿势）
- 2003: Rugby
- 2003: Quotidien
- 2003: Reconstitutions, Philéas Fogg, ISBN 2-914498-13-6
- 2006: Fictions, P.O.L
- 2006: Amérique, Léo Scheer, ISBN 2-7561-0064-1

其他
- 2002: Oeuvres, P.O.L
- 2004: Journal, P.O.L
- 2005: Autoportrait, P.O.L;
- 2008: Suicide, P.O.L;